# Sát thủ Online (phim truyền hình)
Sát thủ Online là một bộ phim truyền hình được thực hiện bởi Trung tâm Phim truyền hình Việt Nam, Đài Truyền hình Việt Nam cùng Hãng phim Hội Điện ảnh Việt Nam do NSƯT Nguyễn Mai Hiền làm đạo diễn. Phim được chuyển thể từ tiểu thuyết cùng tên của nhà văn Nguyễn Xuân Thủy. Phim phát sóng vào lúc 15h00 từ thứ 7 và chủ nhật hàng tuần bắt đầu từ ngày 16 tháng 11 năm 2013 và  kết thúc vào ngày 2 tháng 2 năm 2014 trên kênh VTV3.

## Nội dung
Sát thủ Online xoay quanh Tý (Minh Tít), một cậu bé có một tuổi thơ bất hạnh, thiếu thốn tình cảm của người mẹ và bị người cha dượng bạo hành về thể xác lẫn tinh thần. Vì vậy, trong lòng Tý luôn chất chứa sự thù hận, có cái nhìn lệch lạc về cuộc sống và gia đình. Lớn lên, Tý trở thành một game thủ chuyên nghiệp và gia nhập băng nhóm tội phạm trên mạng tên là Lucky Family do Liên "ẳng" (Kim Ngọc) cầm đầu. Cậu và đồng bọn bị lực lượng cảnh sát điều tra truy lùng gắt gao nhưng với sự khôn ngoan, giúp đỡ của Hương Sữa (Bạch Quỳnh), Tý nhiều lần thoát được vòng vây của lực lượng cảnh sát.

## Diễn viên
- Minh Tít trong vai Tý/Lưu Ngọc Thiện/Mr. Mouse[7]
- Bạch Quỳnh trong vai Hương "Sữa"[8]
- Kim Ngọc trong vai Liên "ẳng"[8]
- Tùng Anh trong vai Phong "tắc kè"
- Văn Báu trong vai Thượng tá Hoàng
- NSƯT Thanh Quý trong vai Bà Thanh
- Tạ Am trong vai Ông Bảo Sinh
- Sĩ Hoài trong vai Bảo Anh
- Hải Anh trong vai Ông Bảo Sinh "trẻ"
- Ninh Trang trong vai Lưu Thị Loan (mẹ Tý)
- Việt Dương trong vai Thượng úy Khương (Tít)
- Trọng Hùng trong vai Trung úy Hải
- Xuân Thông trong vai Thiếu tá Dũng
- Thùy Linh trong vai Thiếu úy Ngọc
- Trần Hoàng Long (Long Chun) trong vai Tuấn "ẻo"
- Anh Tuấn trong vai Minh
- Linh Rin trong vai Kiều Vy
- Anh Dũng trong vai Nam "de"
- Hà Min trong vai Hoàng Hoa (Miss Owl)
- Ngô Lệ Quyên trong vai Thảo "bông"
- Tô Dũng trong vai Nam (chủ quán bar)
- Xuân Cương trong vai Bố dượng Hương" Sữa"
- Minh Nguyệt trong vai Bà ngoại Tý
- Phạm Minh Nguyệt trong vai Mẹ Hương "Sữa"

Cùng một số diễn viên khác...

## Ca khúc trong phim
Ca khúc trong phim là "Dấu yêu trở về" do Lê Anh Dũng sáng tác và Kasim Hoàng Vũ thể hiện.

## Sản xuất
Sát thủ Online là tác phẩm đầu tay của đạo diễn NSƯT Nguyễn Mai Hiền. Anh được đạo diễn Nguyễn Thanh Hải giao cho kịch bản. Đây là kịch bản từng bị nhiều đạo diễn từ chối vì khó truyền tải lên màn ảnh, có nhiều chi tiết nhạy cảm như thiếu niên giết người, đồng tính nữ…
Hai vai chính do Quang Minh và Bạch Quỳnh đảm nhận, bộ phim còn có sự tham gia của các diễn viên trẻ như Kim Ngọc, Tùng Anh, Hoàng Long, Chí Dương, Trọng Hùng cùng các nghệ sĩ gạo cội như Văn Báu, Tạ Am, NSƯT Thanh Quý,... Đây  là vai diễn đầu tay của Quang Minh trên màn ảnh nhỏ.  
Trước khi thực hiện việc quay phim, kịch bản bị chỉnh sửa đến 9 lần. Trong phim có cảnh quay với một con chuột chỉ xuất hiện trên màn ảnh 8 giây nhưng đoàn phim mất đến gần 5 tiếng để quay. Cảnh quay dưới nước của nhân vật chính xuất hiện khoảng 40 giây nhưng cũng mất gần 4 tiếng để quay. Để tạo nên những cảnh quay đẹp, đoàn phim đã đến tận vườn quốc gia Ba Vì, biên giới Lạng Sơn, biên giới Việt - Lào và cao nguyên Mộc Châu dù mất nhiều kinh phí hơn so với làm phông nền tạo cảnh giả. Ngoài ra, những người làm phim cũng sử dụng nhiều thiết bị kĩ thuật mới, cách kể chuyện trẻ trung, hiện đại hướng tới khán giả trẻ. Một số cảnh phim bạo lực, tình dục, đồng tính được tiết chế hợp lý để bộ phim thêm sâu sắc.

## Đón nhận
Nhà văn Nguyễn Xuân Thủy cho biết ông "khóc vì bị nhân vật ám ảnh". Ông nhận xét "đạo diễn Nguyễn Mai Hiền đã chọn cách kể câu chuyện với tiết tấu khá nhanh, phù hợp với vấn đề của câu chuyện và đời sống của giới trẻ." Báo Hànộimới cũng nhận xét đạo diễn "đã dàn dựng, tạo hình kỳ công với tông màu đầy biến ảo để kể chuyện phim vừa khai thác tâm lý phạm tội của giới trẻ vừa kết hợp yếu tố điều tra, hình sự." Báo Thể thao & Văn hóa cho biết "phim có nhiều khoảng lặng đầy xúc động về cảnh ngộ của những người trẻ lầm đường lạc lối."
Báo Công an nhân dân nhận xét diễn viên Quang Minh "đã có một vai diễn Tý đầy ấn tượng và được các nhà báo khen ngợi ngay trong buổi ra mắt phim". Diễn viên Chí Dương cũng được nhận xét "đã chinh phục được khán giả, bằng lối diễn chân thật và ngoại hình phù hợp với vai diễn."